# Трипразеодимсвинец
Трипразеодимсвинец — бинарное неорганическое соединение, интерметаллид свинца и празеодима с формулой PbPr3, кристаллы.

## Получение
- Сплавление стехиометрических количеств чистых веществ:

{\displaystyle {\mathsf {Pb+3Pr\ {\xrightarrow {860^{o}C}}\ PbPr_{3}}}}

## Физические свойства
Трипразеодимсвинец образует кристаллы кубической сингонии, пространственная группа P m3m, параметры ячейки a = 0,4949 нм, Z = 1, структура типа тримедьзолота AuCu3.
Соединение образуется по перитектической реакции при температуре 860 °C.